# منظمة انترسوس
إن منظمة إنترسوس INTERSOS هي منظمة إنسانية دولية مقرها إيطاليا تتدخل في حالات الطوارئ والأزمات لتقديم المساعدة الفورية للأشخاص الذين تتعرض حياتهم للتهديد بسبب الصراع والعنف والفقر المدقع والكوارث الطبيعية أو الاصطناعية.
إن منظمة إنترسوس هي منظمة مستقلة، تتعاون مع العديد من الجمعيات والمنظمات في البلدان التي تعمل فيها ومع المؤسسات والوكالات الأوروبية والدولية الكبرى. وهي عضو في المجلس الدولي للوكالات التطوعية، VOICE، LINK 2007، وتتمتع بصفة استشارية في المجلس الاقتصادي والاجتماعي التابع للأمم المتحدة، وبصفة مراقب في المنظمة الدولية للهجرة. وفي اليونان أنشأت منظمة إنترسوس منظمة شريكة، وهي إنترسوس هيلاس، التي تدير البرامج الإنسانية في البلاد بشكل مباشر.

## تاريخها
تأسست منظمة إنترسوس في 25 نوفمبر 1992.
في بداياتها عملت المنظمة في الصومال، حيث بدأت مشروعها الأول واستحوذت على مستشفى جوهر الإقليمي. وتوسعت البعثات بعد ذلك إلى بوروندي ورواندا، لمساعدة اللاجئين في رواندا ودعم النظام الصحي الوطني.
وفي السنوات اللاحقة، وسعت منظمة إنترسوس نطاق عملها، فأنشأت وحدة مكافحة الألغام التي نفذت عمليات إزالة الألغام في البوسنة وأنغولا وأفغانستان والعراق. وتوسعت العمليات الإنسانية إلى وسط وشمال البوسنة، استجابة لاحتياجات السكان المتضررين من الحرب، وموزامبيق، مما سهل عودة اللاجئين من ملاوي. بالإضافة إلى ذلك، قدمت منظمة إنترسوس الدعم للاجئين الشيشان في إنغوشيتيا والشيشان وتدخلت في ألبانيا بتوزيع المواد الغذائية وإعادة تأهيل البنية التحتية والدعم الصحي.
في بدايات القرن الماضي أيضًا انخراط منظمة إنترسوس في مشاريع الأمن الغذائي في أنغولا، والاستجابة لحالة الطوارئ الناجمة عن الجفاف في إريتريا، والمشاريع الإنسانية في كوسوفو. توسعت البعثات الإنسانية إلى نيكاراجوا استجابة لإعصار ميتش، ومساعدة اللاجئين، والعودة إلى الوطن، وإعادة التأهيل الطبي.
في السنوات الأولى من القرن الحادي والعشرين، وسعت المنظمة حضورها في السودان وتشاد ولبنان واليمن وموريتانيا والكونغو، لدعم النازحين والاستجابة لحالات الطوارئ الإنسانية والمساهمة في إعادة الإعمار بعد الزلزال في إندونيسيا. ساعدت المنظمة اللاجئين الأفغان في باكستان واستجابت للأزمات مثل الإعصار في هايتي.
وشهد العقد التالي قيام منظمة إنترسوس بمهام جديدة في الأردن وجمهورية أفريقيا الوسطى وإيطاليا: وهنا، افتتحت المنظمة مركز إنترسوس 24 في روما لحماية النساء المهاجرات والقاصرات المعرضات للخطر من فيروس كوفيد-19.
خلال السنوات القليلة الماضية، قامت المنظمة بزيارة اليونان ونيجيريا وليبيا وسوريا والنيجر وبدأت التدخل في أوكرانيا. وقد دعمت مبادرة كوفاكس للتوزيع العادل للقاحات كوفيد-19 في جميع أنحاء العالم.
حاليًا تتواجد المنظمة في 23 دولة. منذ عام 2015، يشغل كونستانتينوس موسكوشوريتيس منصب المدير العام لها.

## الرئاسة
- نينو سيرجي 1992 - 1996 (الرئيس الفخري)
- رافاييل موريس 1996 - 2009
- ماركو روتيلي 2009 - 2022
- مامادو ندياي منذ عام 2022

## الأنشطة
تدير منظمة إنترسوس  مشاريع، بشكل مباشر وبالتعاون مع منظمات إنسانية أخرى، للمساعدة في حالات الطوارئ الإنسانية في إيطاليا والخارج.
تشمل مجالات التدخل التي تعمل فيها الحماية والمياه والنظافة والتوزيعات الطارئة والملاجئ والصحة والتغذية والأمن الغذائي والتعليم في حالات الطوارئ.
بالإضافة إلى ذلك، أنشأت منظمة إنترسوس في عام 1997 وحدة لإزالة الألغام لأغراض إنسانية (التدخل الأول في البوسنة ثم في أنغولا وأفغانستان والعراق)، والتي انتهت في عام 2007.